# Hugo Rocha
Hugo Rocha, född den 13 april 1972 i Oslo, är en portugisisk seglare.
Han tog OS-brons i 470 i samband med de olympiska seglingstävlingarna 1996 i Atlanta.